# Jaime Ferrán y Clúa
Jaime Ferrán y Clúa (Corbera de Ebro, 1 de febrero de 1851-Barcelona, 22 de noviembre de 1929) fue un médico y bacteriólogo español, descubridor de una vacuna contra el cólera, además de otras contra el tifus y la tuberculosis.

## Biografía
Nació el 1 de febrero de 1851 en la localidad tarraconense de Corbera de Ebro. Hijo del médico del pueblo, realizó los estudios primarios en el Colegio San Luis Gonzaga de Tortosa, el Bachillerato en Tarragona, en 1873, se licenció en Medicina en la Universidad de Barcelona y, en 1879, obtenía la plaza de médico titular de Tortosa.

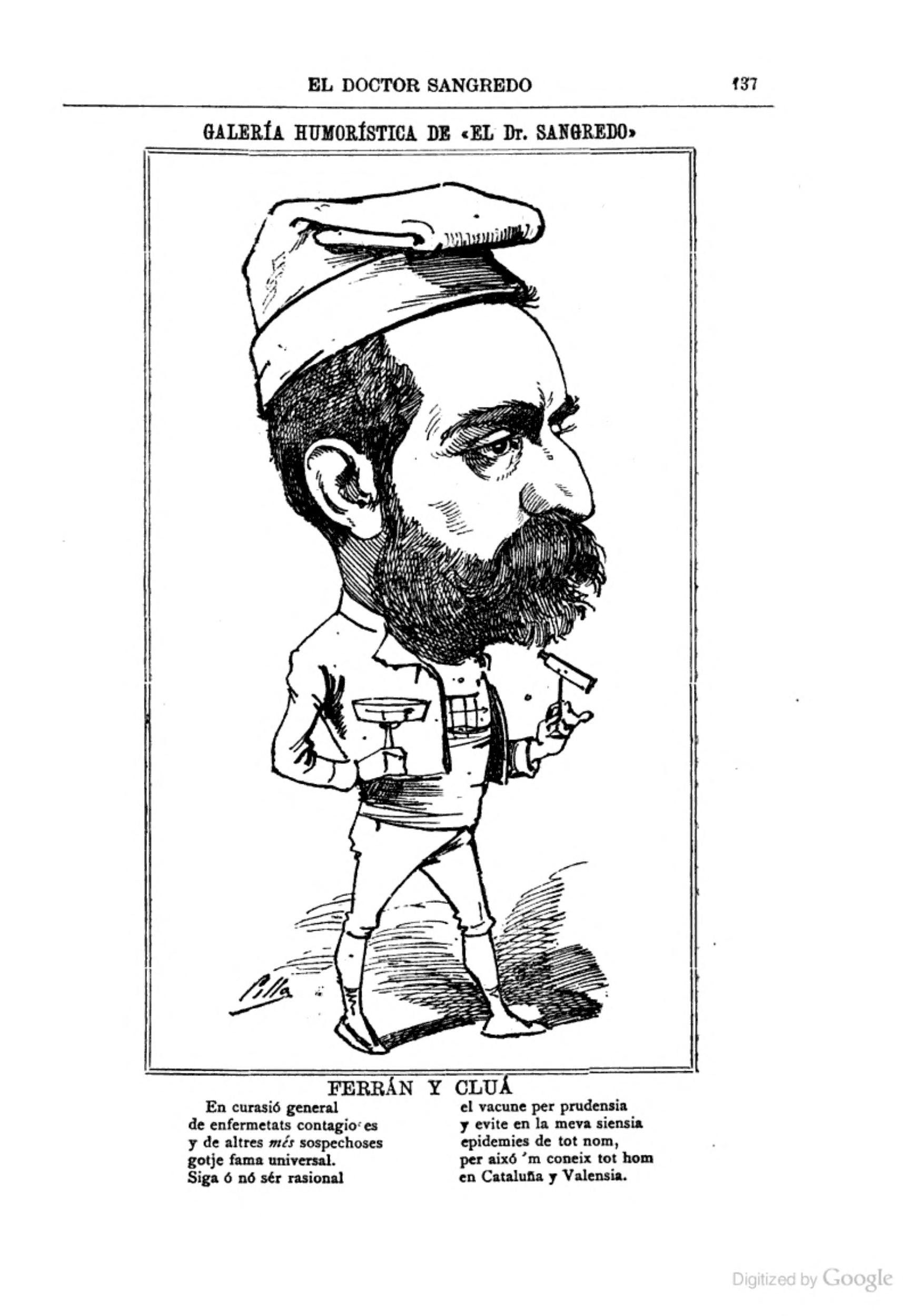
Caricaturizado por Cilla en El Dr. Sangredo (1885)

Allí comenzó a interesarse por la naciente bacteriología, siguiendo muy de cerca las investigaciones de Pasteur, en su rudimentario laboratorio. En 1884, la Real Academia de Medicina premiaba su Memoria sobre el parasitismo bacteriano y el municipio barcelonés le enviaba a Marsella para que estudiara la amenazadora epidemia de cólera. Convencido de su etiología bacteriana, recién descubierta por Koch, prepara cultivos atenuados de Bacillus virgula con los que logra la primera vacuna de bacteria conocida aplicada al hombre.
Al estallar la epidemia de cólera, en 1885, Ferrán es llamado a Valencia, donde procede a la inoculación masiva de la población de Alcira y de otros lugares. A pesar del éxito obtenido, se desata la polémica; prevalece el criterio de quienes opinan que es peligroso el método ferraniano, y el Gobierno prohíbe la vacunación. Comisiones científicas acuden de todas partes a examinar el controvertido hallazgo. Por desgracia, Ferrán es más genial que convincente; y acaban por emitir dictámenes desfavorables el propio Ramón y Cajal y la comisión francesa presidida por Paul Brouardel. No por eso faltarían partidarios convencidos en España, Francia y Alemania; figuras de la talla de Calmette y Ehrlich rendirían tributo de admiración al procedimiento inmunitario de Ferrán, que había abierto el camino de otras vacunas bacterianas. Su memoria, publicada en Valencia en 1886, sería vertida al francés en 1893, con el título: L'inoculation préventive contre le choléra morbo asiatique.

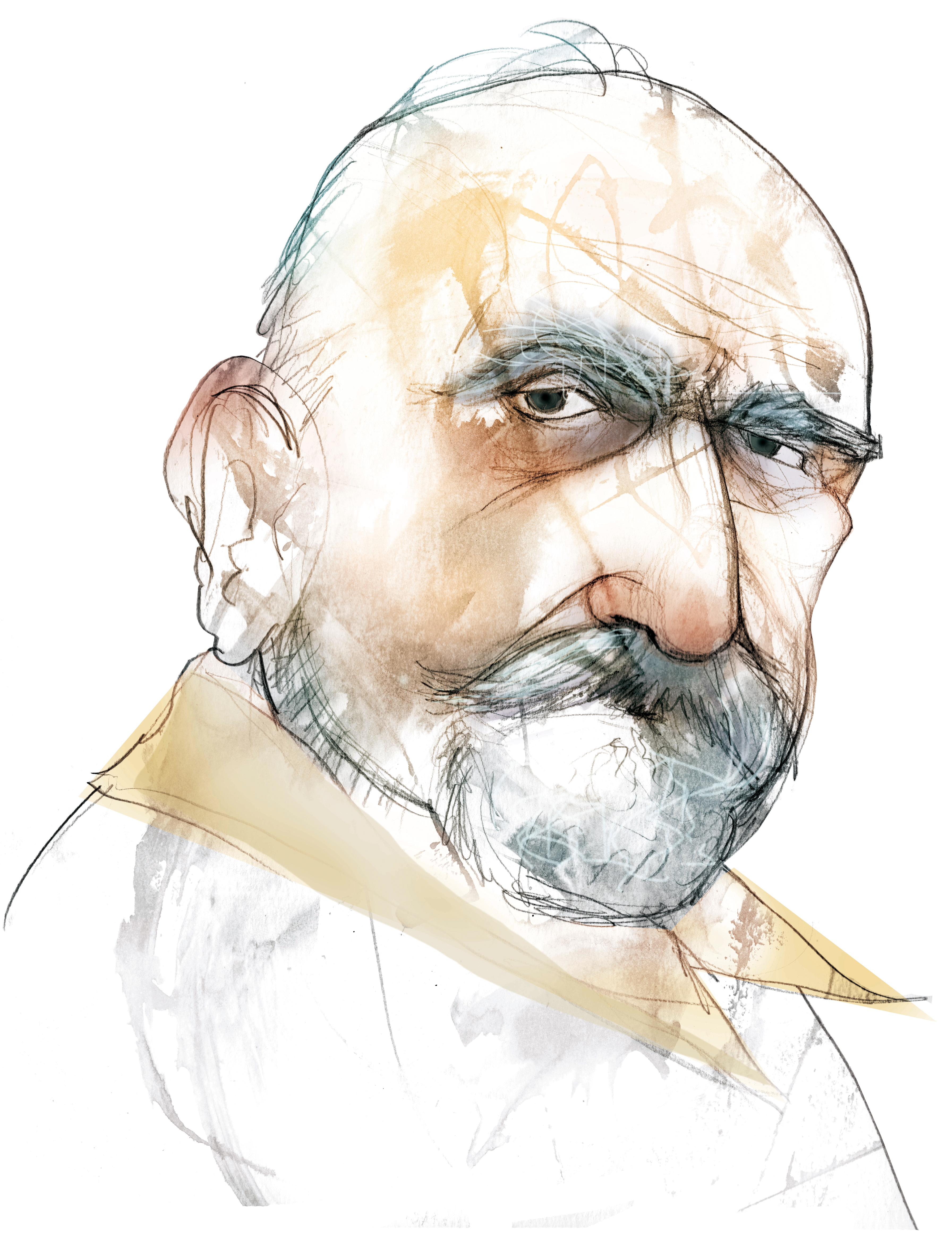
Retrato de Jaime Ferrán Clúa realizado por la ilustradora argentina Eulogia Merle.

Más tarde, al frente del Instituto Municipal de Higiene de Barcelona, desarrolló Ferrán una eficaz labor sanitaria. Realizó interesantes investigaciones sobre la inmunología del tifus abdominal y la difteria y propuso un método supraintensivo para la vacunación antirrábica.
Originales fueron sus observaciones sobre las variaciones morfológicas de algunas bacterias, base para su descubrimiento de la vacuna anti-Alfa que trataba de aprovechar para la inmunidad específica, una de las fases evolutivas del bacilo de Koch (Nueva bacteriología de la tuberculosis, 1920).
Ferrán, que en opinión de Gregorio Marañón habría sido «más precursor que realizador, estudioso de demasiados temas con escasos medios», vio madurar en otras manos muchas de sus intuiciones. Honrado ya por todos en sus últimos años —que dedicó a tareas humanísticas— murió en Barcelona el 22 de enero de 1929. Fue premio de la Academia de Ciencias de París en 1907.

## Honores

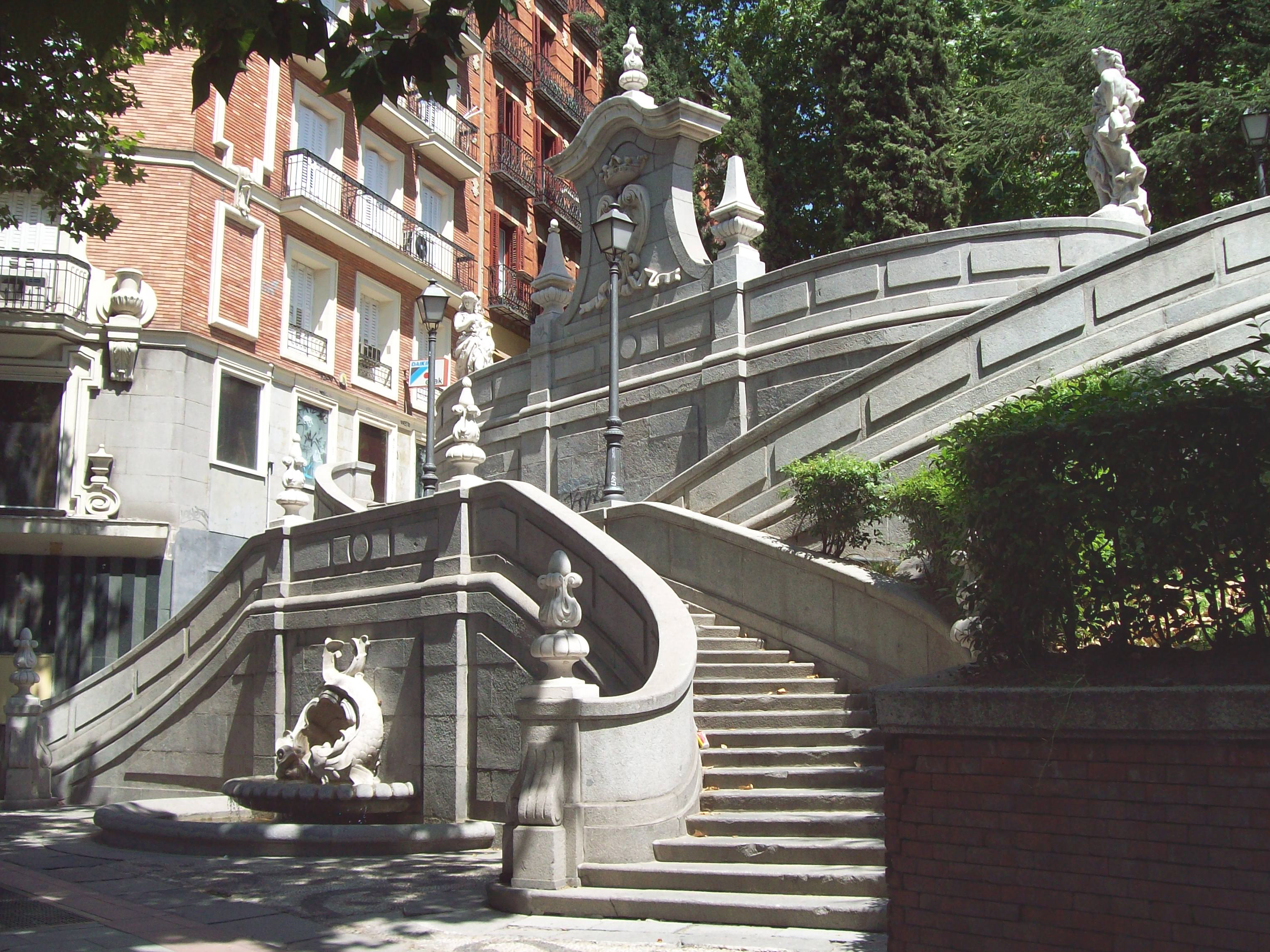
Monumento a Jaime Ferrán en Madrid, en el espacio que históricamente ocupó desde el siglo xvii la fuente de los Afligidos.

- En 1884 ganó un premio de la Academia de Medicina de Madrid por su exposición sobre la nueva realidad etiológica
- En 1907 la Academia de Ciencias de Francia le concedió el Premio Bréant.
- En 1952 el Ayuntamiento de Tortosa le nombró hijo adoptivo de la ciudad. Se realizó un homenaje del que hoy perdura una placa conmemorativa (demasiado alta para ser leída desde la calle que lleva su nombre) en el edificio, a orillas del río Ebro, donde residió: la casa de la Diputación del General en Tortosa.
- El 8 de julio de 1952 la FNMT emitió una serie de dos sellos de correos, en huecograbado, uno dedicado Ferran Clúa y el otro a Santiago Ramón y Cajal.
- En 1952 se erigió en su honor un monumento en la calle de la Princesa de Madrid.
- En 1972 los Amigos del paseo Maragall, levantaron en su honor un relieve en bronce sobre una estrella, obra del escultor José Cañas y Cañas (1905-2001), en el Paseo de Maragall, entre las calles Acacias y Garcilaso.
- En la actualidad un premio de investigación concedido por la Sociedad Española de Microbiología honra su nombre.
- Existe también un Instituto de Educación Secundaria (IES) "Jaime Ferrán Clúa" en San Fernando de Henares (Madrid) y un colegio de educación primaria "CEIP Doctor Ferran i Clua" en la calle Manigua (Barcelona) y uno en Valldoreix "Escola Jaume Ferran i Clua" , otro en Collado Villalba (Madrid) IES Jaime Ferran y en su pueblo natal Corbera d'Ebre el "CEIP Dr.Ferran".
- En la actualidad cuenta con multitud de calles a su nombre a lo largo de toda la geografía española. En algunas provincias se les conoce como "DocFe" a modo de abreviatura, sobre todo en los estratos poblacionales más jóvenes.